# Asamoah Gyan
Asamoah Gyan (nascut a Accra, Ghana el 22 de novembre del 1985), és un futbolista ghanès que actualment juga de davanter a l'Al-Ahli Club Dubai dels Emirats Àrabs Units. Gyan, també juga per la selecció de Ghana des del 2003.

## Carrera en clubs
Havent signat pel Udinese en 2003 d'un club ghanès Liberty Professionals, Gyan va passar dos anys cedit al Modena FC (un club de la Serie B) per a guanyar experiència de partits.